# ETR 401
El ETR 401 es un tren de alta velocidad italiano producido por las empresas Fiat Ferroviaria (actualmente Alstom) y Ercole Marelli. Fue el primer tren rápido con centro de gravedad basculante en entrar en servicio comercial en el mundo (en 1976). 
Este electrotren en el primero de la numerosa familia de Pendolinos y supuso básicamente una gran innovación técnica para mejorar los tiempos de viaje mediante el uso de la basculación. La empresa ferroviaria italiana Ferrovie dello Stato no realizó ningún pedido posterior del primer (y único) ETR 401 debido al cambio de política de transportes en el país que dejó de destinar recursos a la alta velocidad. Se puede decir que, con una cierta miopía, no se vislumbró el gran potencial que ofrecía un tren nacido no tanto para ser rápido sino para mejorar la velocidad media en líneas ferroviarias sinuosas sin necesidad de grandes invesiones en infraestructura.
El único ETR 401 construido permaneció subutilizado y prestando servicio en líneas secundarias. Corrió la misma suerte su gemelo construido para los ferrocarriles españoles, el UT-443. Los varios derivados del ETR 401 que se construyeron a partir de mediados de la década de 1980 a partir del ETR 450 (primer ejemplar de la segunda generación de Péndolinos) demostraron finalmente la viabilidad del proyecto.

## Historia
El ETR 401 fue el resultado de un proyecto de ingeniería encarado conjuntamente por la empresa Fiat Ferroviaria y la operadora ferrovia italiana FS desarrollado para permitir el aumento de la velocidad máxima comercial en las líneas ferroviarias sinusas existentes sin los grandes costos de modificar los trazados. La solución de la basculación era vista como una alternativa interesante para conseguir este objetivo.
En las décadas de 1950 y 1960 varias administraciones ferroviarias europeas estaban en la búsqueda de métodos para mejorar las prestación de sus trenes. En Francia, por ejemplo, se experimentaba con la alta velocidad, lo que derivó en el proyecto TGV.
En este panorama de ebullición tecnológica Italia podía jactarse de avanzados estudios en la tecnología de la basculación para los ferrocarriles, que se tradujeron en 1969 en el primer prototipo denominado ETR Y 0160.
Faltaba el paso del prototipo al tren comercial. Esto se concretó en 1975 cuando Ferrovia dello Stato ordenó a Fita el primer electrotren con centro de gravedad basculante. Entregado en marzo de 1976 fue nombrado ETR 401, indicando con esto que se trataba del primer tren de una familia totalmente nueva. Las pruebas se realizaron solo con las dos cabezas tractoras y una vez finalizadas se agregaron los dos coches centrales en abril del mismo año, lo que le dio al tren su composición definitiva.
El tren comenzó a prestar servicios comerciales en julio de 1976 entre Roma y Ancona tres días por semana, permitiendo reducir en media hora la duración total del viaje. Posteriormente se agrega un cuarto servicio. Este servicio lo presta durante tres años y en 1979 el recorrido es alargado hasta Rímini. El 'ETR 401 continuó presando servicio comercial entre Roma y Rímini hasta 1983 cuando la dirección de la compañía ferroviaria decide sacarlo de servicio por considerar que no era economicante conveniente el mantenimiento en servicio de un tren tan particular
A partir de 1985 fue utilizado como "tren laboratorio" para el desarrollo del ETR 450 (derivado directo del ETR 401).

## Elgemeloespañol
RENFE se interesó desde 1975 en la tecnología de la basculación y ordenó un ejemplar del ETR 401 para ancho de vía ibérico.
El prototipo, llamado Pendular UT-443, fue construido en 1976, pintado en colores amarillo anaranjado y marrón chocolate, este rompedor esquema de pintura, pronto hizo que entre los mismos trabajadores de la factoría de CAF (Construcciones y Auxiliar del Ferrocarril) con sede en Beasaín (Guipúzcoa) se le diera el apodo de "El Platanito" como la fruta, sobrenombre que continuaron usando los ferroviarios en Renfe y los aficionados al ferrocarril en España. 
Solo 1.220 kW de potencia instalada y limitado a una velocidad máxima de 180 km/h. Aunque en pruebas se alcanzaron más de 200 km/h, obteniendo en récord de velocidad en España, superado años después por una locomotora eléctrica Mitshubishi de la serie 269,en las pruebas realizadas para adaptar al llamado "Triangulo de Oro" Madrid-Zaragoza-Barcelona-Valencia a velocidades comerciales de hasta 200 km/h. Al final el gobierno español se decantó por la tecnología nacional y Renfe eligió el modelo del Talgo Pendular serie IV y serie V de rodadura desplazable RD, de la casa española Patentes Talgo, S.A.

## Técnica
El ETR 401 fue en su tiempo un desarrollo muy innovador debido al novedoso sistema de pendulación activa. Por años esa tecnología ha sido el "punto fuerte" de los trenes fabricados por Fiat Ferroviaria y aún sigue siendo una parte esencial del patrimonio tecnológico de Alstom (continuadora de Fiat Ferroviaria). 